# División de la luna

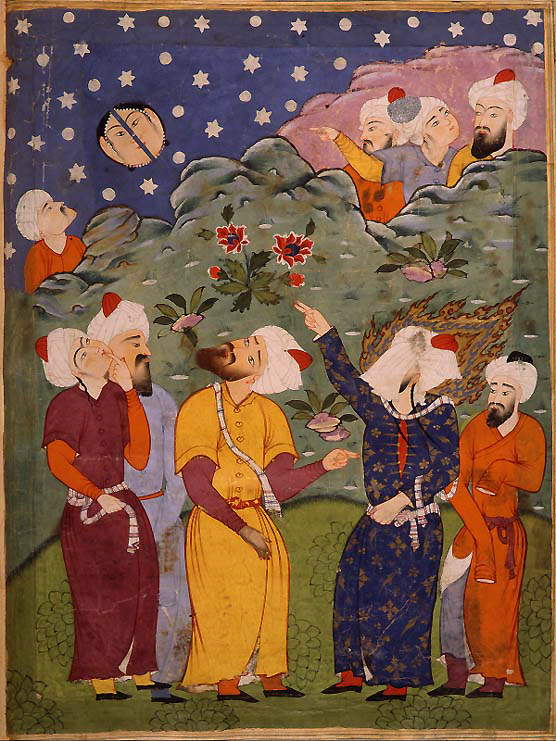
Mahoma señala hacia la división de la Luna. Acuarela anónima del siglo XVI de un falnama, un libro de profecía persa. Mahoma es la figura velada de la derecha.

La división de la Luna (en árabe: انشقاق القمر‎) se refiere a un milagro en la tradición musulmana atribuido al profeta islámico Mahoma. La historia deriva de la sura Al-Qamar 54: 1–2 y es mencionada por tradiciones musulmanas tales como el asbāb al-nuzūl (lit., contexto de revelación).
Algunos comentaristas musulmanes, sobre todo de la época medieval, interpretan el acontecimiento como una división física literal de la Luna hecha por Mahoma, mientras que otros lo identifican con un suceso que ocurrirá el Día del Juicio Final. Otros consideran que se trató de una mera ilusión óptica.
Tradiciones tempranas que respaldan una interpretación literal son transmitidas bajo  la autoridad de compañeros de Mahoma, entre otros Ibn Abbás, Anas ibn Malik y Abdullah ibn Masud. De acuerdo con el académico musulmán indio Abdullah Yusuf Ali, la Luna volverá a dividirse cuando se acerque el día del juicio. Para Yusuf Ali, los versos también pueden tener un significado alegórico, es decir, que «el asunto se ha vuelto claro como la Luna». Los versos coránicos 54:1–2 fueron parte del debate entre teólogos musulmanes medievales y filósofos musulmanes respecto al asunto de la inviolabilidad de los cuerpos celestes. La narrativa fue usada por algunos musulmanes posteriores para convencer a otros sobre el estatus profético de Mahoma. Ha inspirado también a muchos poetas musulmanes, especialmente en la India.
En 2010, Brad Bailey, científico del Instituto de Ciencias Lunares de la NASA (NLSI), afirmó que: «Ninguna evidencia científica actual reporta que la Luna se haya dividido en dos (o más) partes y luego se haya vuelto a ensamblar en algún momento en el pasado».

## El Corán y la tradición islámica
La sura 54 del Corán, titulada al-Qamar, «La Luna», empieza con los versos:

اقْتَرَبَتِ السَّاعَةُ وَانشَقَّ الْقَمَرُ وَإِن يَرَوْا آيَةً يُعْرِضُوا وَيَقُولُوا سِحْرٌ مُّسْتَمِرٌّ
El Día del Juicio está próximo, y [como señal de ello] la Luna se partió en dos [cuando los incrédulos de La Meca le pidieron al Profeta Mahoma un milagro].

Pero cuando contemplaron dicho signo, se rehusaron a creer y dijeron: Esto es magia poderosa.

Tradiciones e historias tempranas explican este verso afirmnado que se trató de un milagro realizado por Mahoma, siguiendo las peticiones de algunos miembros de los coraichitas. La mayoría de comentaristas musulmanes tempranos y medievales aceptaron la autenticidad de estos hadices aludiendo a una división de la Luna como un evento histórico. El siguiente verso, 54: 2, «Pero cuando contemplaron dicho signo, se rehusaron a creer y dijeron: Esto es magia poderosa» es interpretado en apoyo de esta perspectiva.
El comentarista posclásico Ibn Kathir brinda un listado de los primeros hadices que mencionan el incidente: un hadiz transmitido bajo la autoridad de Anas ibn Malik afirma que Mahoma dividió la Luna cuando los paganos de La Meca le pidieron un milagro. Otro hadiz de Malik transmitido a través de otras cadenas narrativas, menciona que la montaña de Yabal al-Nour era visible entre las dos partes de la Luna (según los musulmanes, en una cueva en esta montaña, ubicada en el Hiyaz Mahoma recibió sus primeras revelaciones de manos de Dios, la Cueva de Hira'). Un hadiz narrado por la autoridad de Jubayr ibn Muṭʽim con una sola cadena de transmisión señala que las dos partes de la Luna se posaron sobre dos montañas. Este hadiz afirma además que los mecanos respondieron diciendo: «Mahoma nos ha ganado con su magia. . . Si fue capaz de ganarnos por arte de magia, ¿no podrá hacerlo con todas las personas?». Hadices transmitidos bajo la autoridad de ibn Abbás mencionan brevemente el incidente sin brindar muchos detalles. Hadices transmitidos bajo la autoridad de Abdullah ibn Masud describen el incidente de la en estos términos: «Estábamos junto con el Mensajero de Dios en Mina, cuando la Luna se dividió en dos. Una de sus partes estaba tras la montaña y la otra de este lado de la montaña. El Mensajero de Dios nos dijo: Dad testimonio de esto». [Sahih Muslim 2800b]
Esta narrativa fue utilizada por algunos musulmanes posteriores para convencer a otros del estatus profético de Mahoma. Annemarie Schimmel, por ejemplo, cita lo siguiente del imán Qadi Ayyad, que trabajó en el siglo XII:

No se ha dicho de ningún pueblo de la Tierra que la Luna se observara esa noche de tal manera que se pudiera afirmar que estaba dividida. Incluso si esto hubiera sido reportado desde muchos lugares diferentes, de modo que habría que excluir la posibilidad de que todos estuvieran de acuerdo en una mentira, sin embargo, no aceptaríamos esto como prueba de lo contrario, porque la Luna no es vista de la misma manera por diferentes personas... Un eclipse es visible en un país pero no en el otro; en un lugar es total, en el otro sólo parcial.

## Otras perspectivas
En sus comentarios, Al-Raghib al-Isfahani, Al-Mawardi y Al-Zamakhshari, además de mencionar el milagro, señalan que la segunda mitad del verso 54:1 puede leerse como «y la luna se partirá», refiriéndose pues a uno de los signos del fin de los tiempos según la escatología islámica.
El académico musulmán Yusuf Ali brinda tres interpretaciones distintas del verso, sosteniendo que es posible que las tres sean aplicables al verso: Primero, que la luna una vez apareció partida en dos en tiempos de Mahoma para convencer a los incrédulos. En segundo lugar, que se dividirá nuevamente cuando se acerque el día del juicio (aquí se toma el tiempo pasado profético para indicar el futuro). Yusuf Ali conecta este incidente con la alteración del sistema solar que es mencionada en la sura 75:8-9. Finalmente, señala que los versos pueden ser metafóricos, para significar que el asunto se había vuelto tan claro como la Luna.

Algunos comentaristas en desacuerdo y que no aceptan la narración del milagro creen que el verso se refiere solamante a la división de la Luna en el día del juicio. En tal sentido, M. A. S. Abdel Haleem señala que:
El (idioma) árabe usa el tiempo pasado, como si tal Día estuviera ya aquí, para ayudar al lector/oyente a imaginar cómo habrá de ser. Algunos comentaristas tradicionales son de la opinión de que esto describe un evento real en tiempos del Profeta, pero claramente se refiere al fin del mundo.
Historiadores occidentales tales como A. J. Wensinck o Denis Gril rechazan la historicidad del milagro argumentando que el Corán mismo niega milagros, en su sentido tradicional, en relación con Mahoma.

## Debate sobre la inviolabilidad de los cuerpos celestes
Los versos de la sura 54:1–2 sobre la división de la luna han hecho parte del debate entre teólogos musulmanes medievales y filósofos musulmanes en relación con el asunto de la inviolabilidad de los cuerpos celestes. Los filósofos musulmanes sostenían que la naturaleza estaba compuesta por cuatro elementos fundamentales (tierra, aire, fuego y agua), pero que la composición de los cuerpos celestes era diferente. Tal creencia se basaba en la observación de que el movimiento de los cuerpos celestes, —a diferencia del de los cuerpos terrestres—, era circular y sin comienzos ni finales. Esta apariencia de eternidad en los cuerpos celestiales llevó a los filósofos a concluir que los cielos eran inviolables. Por su parte, los teólogos propusieron su propia concepción sobre la materia terrestre, según la cual la naturaleza se componía de átomos uniformes que eran recreados por Dios (Alá) en cada instante (esta última idea se añadió para defender la omnipotencia de Dios contra la intrusión de las causas secundarias independientes). De acuerdo con esta concepción, los cuerpos celestes eran esencialmente iguales a los cuerpos terrestres y, por lo tanto, podían ser perforados.
Con el objeto de tratar con las implicaciones de la comprensión tradicional del verso coránico 54:1–2, algunos filósofos han argumentado que el verso debe interpretarse de manera metafórica (p. ej., indicando que el verso podría haberse referido a un eclipse parcial de luna).

## Literatura
Esta tradición ha servido de inspiración a muchos poetas musulmanes, en particular en la India. En lenguaje poético, se equipara a veces a Mahoma con el Sol o la luz matutina. Como tal, parte de un poema de Sanai, renombrado poeta sufí persa de comienzos del siglo XII, reza: «el Sol debería dividir en dos la Luna». Yalal ad-Din Rumi, un renombrado poeta y místico persa, transmite la idea en uno de sus poemas de que ser partido por el dedo de Mahoma es la mayor dicha que la modesta Luna puede esperar y que un creyente devoto divide la Luna con el dedo de Mahoma. Profundizando en esta idea, Abd ar-Rahman Jami, uno de los místicos y poetas clásicos persas, juega de forma complicada con las formas y valores numéricos de las letras árabes: la Luna llena, afirma Jami, se parece a la letra árabe equivalente a la M, una mem circular (ـمـ‎), que tiene el valor numérico de 40. Al dividir Mahoma la Luna, sus dos mitades quedaron cada una como una letra nūn en forma de media luna (ن‎) (la letra árabe equivalente a la N) cada una con un valor numérico de 50. Esto significaría que, gracias al milagro, el valor de la Luna había aumentado.
En otro lugar, Rumi, de acuerdo con Schimmel, alude a dos milagros que son atribuidos a Mahoma en la tradición, específicamente, la división de la Luna (que ilustra la futilidad de la aproximación científica del ser humano hacia la naturaleza), y el que Mahoma era analfabeto.

## Fotografía de la NASA

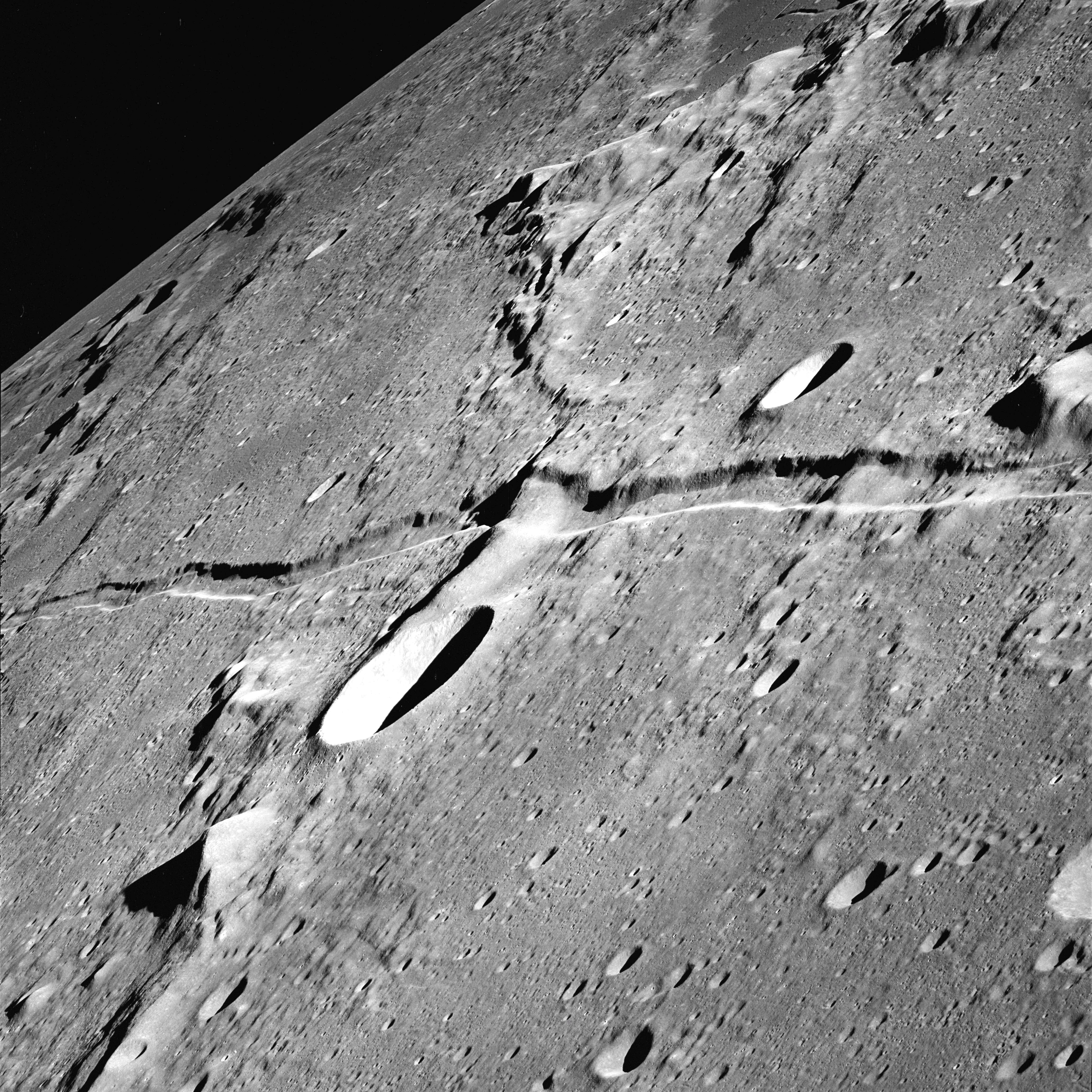
Fotografía de la NASA desde el Apolo 10 en 1969. Rima Ariadaeus, una de las muchas rimas en la superficie lunar, que en foros de Internet ha sido ofrecida como evidencia de la división de la Luna.

Cuando se publicaron fotografías de la misión Apolo de Rima Ariadaeus en 2016, la línea de ruptura de 300 km de largo en la superficie de la Luna, algunos musulmanes afirmaron en algunos sitios de Internet y redes sociales que esta rima era producto de la división mencionada en el Corán. En 2010, en respuesta a una pregunta a este respecto, el científico de la NASA Brad Bailey respondió: «Mi recomendación es no creer todo lo que se lee en Internet. Los artículos revisados por pares son las únicas fuentes científicamente válidas de información que existen. Ninguna piezas de evidencia científica actual reporta que la Luna se haya dividido en dos (o más) partes y luego se haya reensamblado en algún momento en el pasado».